# قنات برز
قنات برز یک روستا در ایران است که در شهرستان سیرجان واقع شده‌است. قنات برز ۲۹ نفر جمعیت دارد.